# 内野手
内野手（ないやしゅ、英：infielder、IF）とは、野球またはソフトボールで、内野の守備をする、（捕手から見て、右から）一塁手（ファースト）・二塁手（セカンド）・遊撃手（ショート）・三塁手（サード）の4人の選手（野手）の総称である。また、その中で肩の強い選手のことを強肩という。 なお、公認野球規則では「内野に守備位置をとる野手」としている。投手も広義には内野手である（投球を終えた後は他の内野手と同様に内野を守ることになるため）。

## 概要
内野手は通常、投球や返球に使用する利き手と反対側の手に、グラブ（グローブ）と呼ばれる捕球用の防具を着用する。一塁手はミットを使用するのが普通である。送球の方向の関係上、一塁手以外は右投げでないとプレーに遅れが生じるため、通常は右投げの選手が起用される。一塁手は左投げが有利とされるが、打力優先のポジションであるため右投げ、左投げのどちらの選手も見られる。
ロサンゼルス・ドジャースのスカウトや選手の教育係を長年担当したアル・キャンパニスはその著書『ドジャースの戦法』において、マイナーリーグB級の試合で、捕手がサインを出すたびに二塁手が動き、それを相手チームが察知して配球を読まれて大敗したことがあったという例を挙げ、内野手は「捕手がサインを出した後で、決して動いてはならない」と忠告している。